# Anaea minor
Anaea minor är en fjärilsart som beskrevs av Hall 1936. Anaea minor ingår i släktet Anaea och familjen praktfjärilar. Inga underarter finns listade i Catalogue of Life.